# ستريت فايتر 3
ستريت فايتر 3: نيو جنريشن (بالإنجليزية:Street Fighter III: New Generation) (باليابانية:ストリートファイターⅢ NEW GENERATION)، هي الدفعة الرئيسية الرابعة في سلسلة ستريت فايتر، تم تطويرها ونشرها من طرف شركة كابكوم اليابانية على منصات أركيد عام 1997. وتعتبر تطورا كبيرا في سلسلة ستريت فايتر. وهي تكملة للعبة ستريت فايتر 2. وأصدرت هناك نسختان هما : ستريت فايتر 3: دبل إمباكت عام 1997، وستريت فايتر 3: ثرد سترايك عام 1999. تم إصدار نسختين في تجميعة واحدة عام 1999 على جهاز دريم كاست. وتمت إعادة إصدارها ضمن تجميعة ستريت فايتر: 30 أنيفيرساري كولكشن عام 2018 لمنصات بلاي ستيشن 4، وإكس بوكس ون، ونينتندو سويتش، ومايكروسوفت ويندوز.

## ملخص اللعبة
قصة اللعبة تمتد على ثلاثة نسخ. في النسخة الأولى، تقع أحداث اللعبة بعد هزيمة إم. بايسون ومنظمته شادالو على يد ريو وكن ماسترز في أحداث لعبة ستريت فايتر 2. يتولى خصم جديد بديل يدعى غيل، وهو قائد منظمة مجهولة، من أجل محاولة لهزيمة مقاتلي الشوارع. في النسخة الثانية، يحاول أوريين، وهو الأخ الأصغر لغيل ووريثه، أن ينتقم له بعد هزيمته على يد مقاتلي الشوارع. في النسخة الثالثة والأخيرة، يقوم بطل اللعبة ريو بمنازلة أليكس، وهو زعيم اللعبة الرئيسي الذي كان يود الثأر من هزيمة صديقه توم، لكن ريو هزمه، لتنتهي بذلك، بطولة محاربو العالم الثالثة بإنتصار ريو.

## نظام اللعب
مثل سابقاتها، اللعبة عبارة عن لعبة قتال واحد ضد واحد، حيث يستخدم المقاتلان مجموعة متنوعة من الهجمات والحركات الخاصة لضرب خصومهم. تتميز طريقة اللعب في هذه اللعبة الأصلية بالعديد من القدرات والميزات الجديدة المقدمة. يمكن للاعبين الآن الاندفاع أو التراجع كما هو الحال في سلسلة داركستوكرز، بالإضافة إلى أداء قفزات عالية والوقوف السريع بعد السقوط من الهجوم. قدمت لنا اللعبة أيضًا «هجمات القفز»، وهي هجمات قفز صغيرة تستخدم ضد الخصوم. كذلك، لا يمكن للاعب أن يحجب في الهواء كما هو الحال في سلسلة ستريت فايتر ألفا.
الميزة الجديدة في هذه اللعبة، هي أن تكون قادرا على صد هجوم الخصم. التفادي (الصد في النسخة اليابانية) هو أن تكون قادرا على صد هجوم خصمك دون تلقي ضرر. في اللحظة الدقيقة التي يكون فيها هجوم خصمك على وشك إصابة شخصيتك، يمكنك تحريك وحدة التحكم نحو أو لأسفل لتفادي الهجوم دون تلقي أي ضرر، مما يترك خصمك عرضة لهجوم مضاد. بالإضافة إلى ذلك، سيسمح لك بالدفاع ضد الحركات الخاصة وحتى الفنون الخارقة دون التعرض للضرر الطفيف العادي الذي قد يتكبدك الحظر عادة. ومع ذلك، فإن التفادي يتطلب منك توقيتًا دقيقًا.
الميزة الجديدة الأخرى التي تم تقديمها في اللعبة هي سوبر أرتس. هذه حركة خاصة قوية تشبه حركة سوبر كومبو في لعبة سوبر تربو وألعاب ستريت فايتر ألفا. بعد اختيارك لشخصية، سيُطلب منك الاختيار من بين ثلاثة فنون خارقة خاصة بالشخصيات لاستخدامها في المعركة. مثل مقياس سوبر كومبو في الألعاب السابقة، ستمتلك مقياس سوبر آرت الذي سيملأ عندما تقوم بحركات منتظمة وخاصة ضد الخصم. يمكنك فقط أداء سوبر آرت بمجرد ملء المقياس. اعتمادًا على سوبر أرت الذي اخترته، سيختلف طول مقياس سوبر آرت، بالإضافة إلى مقدار مقاييس سوبر آرت المملوءة التي يمكن للاعب تخزينها. يمكن للاعبين الآن إلغاء حركة خاصة إلى سوبر آرت، وهي تقنية مستعارة من لعبة ستريت فايتر إي إكس.
من بين سبيريتس إلابورتد، تشمل سبيريتس متعددة الضربات المذهلة، بما في ذلك «حالة تحول» جديدة، حيث يتم استدارة الشخصية (ظهره أو ظهرها يواجه الخصم) بعد إصابتها. يمكن فقط لبعض الهجمات أن تضع الشخصيات في حالة تحول، ويمكن الآن دمج عمليات الاستيلاء والرمي، حيث يستغرق الأمر وقتًا أطول في العادة حتى تتعافى الشخصية المهاجمة من هذا النوع الجديد من الضربة الصاعقة..

## الشخصيات
- ريو  - كالعادة، يسعى ريو إلى تحسين مهاراته وإيجاد خصوم جديرين.
- كين  - بصفته بطل الفنون القتالية الأمريكية الحالي، يسعى كين لاختبار قوته ضد صديقه القديم ومنافسه ريو، مرة أخرى.
- أليكس  - الشخصية المنافسة في سلسلة ستريت فايتر 3. إنه يحارب بتقنيات التصارع من مسافة قريبة واللكمات القوية. هدفه الأول هو الانتقام لهزيمة صديقه توم على يد غيل. هُزم لاحقًا على يد ريو في ثرد سترايك.
- دادلي
- إلينا
- إيبوكي
- نيسرو
- أورو
- سين
- ين ويانغ
- غايل

## التقييم
| التقييم                                                                               |                     |
| ------------------------------------------------------------------------------------- | ------------------- |
| نتائج المراجعة نشرة نقاط فاميتسو 31/40 (دريم كاست) نيكست جينرايشن (آركيد) (دريم كاست) |                     |
| نتائج المراجعة                                                                        |                     |
| نشرة                                                                                  | نقاط                |
| فاميتسو                                                                               | 31/40 (دريم كاست)   |
| نيكست جينرايشن                                                                        | (آركيد) (دريم كاست) |

كافحت اللعبة لتحقيق التعادل، بميزانية مرتفعة تبلغ مليار ين (8 ملايين دولار)، وتمكنت فقط من بيع 1000 خزانة.
في اليابان، أدرجت غيم ماشين لعبة ستريت فايتر 3 في عددها الصادر في الأول من أبريل 1997 على أنها أنجح لعبة أركيد لهذا العام.
راجع نيكست جينرايشن نسخة الآركيد للعبة، وصنفها بأربعة نجوم من أصل خمسة، وذكر أن «اللغز العظيم هو سبب تسمية كابكوم هذا ستريت فايتر 3 بدلاً من ترك هذا الشرف للحصول على لقب ثلاثي الأبعاد أكثر قوة وثورية. طريقة اللعب في سلسلة ستريت فايتر وصلت إلى سقف الاحتمالات ثنائية الأبعاد منذ فترة، وبجودة هذه اللعبة، فبالإضافة إلى الرسومات المذهلة، لا يوجد الكثير لتمييزها عن 11 لعبة من قبل.» لاحظت غيم برو بالمثل أنه في حين أن الرسومات رائعة وأدوات التحكم لا تشوبه شائبة، فاللعبة تفتقر إلى الابتكار والتطور المتسلسل الذي توقعه اللاعبون. قالوا أيضًا إن الشخصيات الجديدة عبارة عن مزيج، ويبدو أن بعضهم يبدو أنهم سيكونون أكثر ملاءمة لسلسلة دارك ستالكرز، وخلصوا إلى أن اللعبة «تجعلك تتطلع إلى الجزء التالي من ستريت فايتر بدلاً من إثارة حماسك للعب هذه اللعبة مرارا وتكرارا».
سجلت مجلة فاميتسو ستريت فايتر 3: دبل إمباكت، نسخة دريم كاست للعبة، 31 من أصل 40.
راجع جيم بريستون إصدار دريم كاست من نيكست جينرايشن، وصنفه بثلاثة نجوم من أصل خمسة، وذكر أنه «منفذ بلا زخرفة من لعبة الأركيد، وهو أمر رائع في الحفلة ولكن لا معنى له بالنسبة للاعبين الفرديين.»

## وصلات خارجية
- ستريت فايتر 3 على موقع IMDb (الإنجليزية)